# Schwedischer Meister (Eishockey)
Eine offizielle schwedische Eishockey-Meisterschaft gibt es seit 1922. Vor Gründung der Elitserien 1975 wurde der Meister in unterschiedlichen Wettbewerben ausgespielt. Auch der Modus der Elitserien hat sich über die Jahrzehnte verändert. Der schwedische Meister bekommt seit 1926 den Le-Mat-Pokal verliehen.

## Herren
Die schwedischen Herren-Eishockeymeister in chronologischer Reihenfolge. Der Finalgegner ist mit angegeben:

### Vor der Elitserien (1922–1975)
Alle schwedischen Meister vor Gründung der Elitserien 1975: 

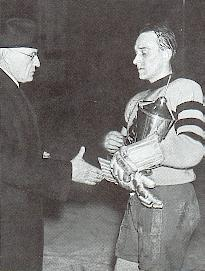
Axel Nilsson von AIK Stockholm nach dem Gewinn der Meisterschaft 1938

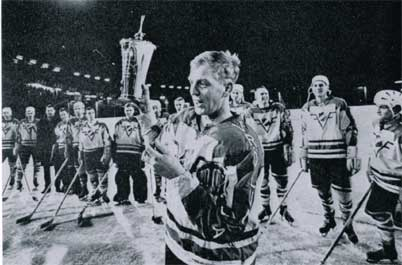
Lars-Eric Lundvall von Västra Frölunda IF mit dem "Le Mat" im Jahr 1965

| Jahr | Meister                | Vizemeister            | Jahr | Meister                | Vizemeister            | Jahr | Meister            | Vizemeister        |
| ---- | ---------------------- | ---------------------- | ---- | ---------------------- | ---------------------- | ---- | ------------------ | ------------------ |
| 1922 | IK Göta                | Hammarby IF            | 1940 | IK Göta                |                        | 1958 | Djurgårdens IF     |                    |
| 1923 | IK Göta                | Djurgårdens IF         | 1941 | Södertälje SK          | IK Göta                | 1959 | Djurgårdens IF     |                    |
| 1924 | IK Göta                | Djurgårdens IF         | 1942 | Hammarby IF            | Södertälje SK          | 1960 | Djurgårdens IF     |                    |
| 1925 | Södertälje SK          | Västerås SK            | 1943 | Hammarby IF            | IK Göta                | 1961 | Djurgårdens IF     |                    |
| 1926 | Djurgårdens IF         |                        | 1944 | Södertälje SK          | Hammarby IF            | 1962 | Djurgårdens IF     |                    |
| 1927 | IK Göta                | Djurgårdens IF         | 1945 | Hammarby IF            | Södertälje SK          | 1963 | Djurgårdens IF     |                    |
| 1928 | IK Göta                | Södertälje SK          | 1946 | AIK                    | Södertälje SK          | 1964 | Brynäs IF          |                    |
| 1929 | IK Göta                | Södertälje SK          | 1947 | AIK                    | IK Göte                | 1965 | Västra Frölunda IF |                    |
| 1930 | IK Göta                | AIK                    | 1948 | IK Göta                |                        | 1966 | Brynäs IF          | Västra Frölunda IF |
| 1931 | Södertälje SK          | Hammarby IF            | 1949 | Wettbewerb eingestellt | Wettbewerb eingestellt | 1967 | Brynäs IF          | Västra Frölunda IF |
| 1932 | Hammarby IF            | Södertälje SK          | 1950 | Djurgårdens IF         | Mora IK                | 1968 | Brynäs IF          |                    |
| 1933 | Hammarby IF            | IK Göta                | 1951 | Hammarby IF            | Södertälje SK          | 1969 | Leksands IF        |                    |
| 1934 | AIK                    | Hammarby IF            | 1952 | Wettbewerb eingestellt | Wettbewerb eingestellt | 1970 | Brynäs IF          |                    |
| 1935 | AIK                    | Hammarby IF            | 1953 | Södertälje SK          | Hammarby IF            | 1971 | Brynäs IF          |                    |
| 1936 | Hammarby IF            | AIK                    | 1954 | Djurgårdens IF         |                        | 1972 | Brynäs IF          |                    |
| 1937 | Hammarby IF            | Södertälje SK          | 1955 | Djurgårdens IF         |                        | 1973 | Leksands IF        |                    |
| 1938 | AIK                    | Hammarby IF            | 1956 | Södertälje SK          |                        | 1974 | Leksands IF        |                    |
| 1939 | Wettbewerb eingestellt | Wettbewerb eingestellt | 1957 | Gävle Godtemplares IK  |                        | 1975 | Leksands IF        | Brynäs IF          |

### Elitserien (1976 bis heute)
| Saison  | Meister                                  | Finalgegner                              |
| 2024/25 | Luleå HF                                 | Brynäs IF                                |
| 2023/24 | Skellefteå AIK                           | Rögle BK                                 |
| 2022/23 | Växjö Lakers                             | Skellefteå AIK                           |
| 2021/22 | Färjestad BK                             | Luleå HF                                 |
| 2020/21 | Växjö Lakers                             | Rögle BK                                 |
| 2019/20 | kein Meister wegen der COVID-19-Pandemie | kein Meister wegen der COVID-19-Pandemie |
| 2018/19 | Frölunda HC                              | Djurgårdens IF                           |
| 2017/18 | Växjö Lakers                             | Skellefteå AIK                           |
| 2016/17 | HV71                                     | Brynäs IF                                |
| 2015/16 | Frölunda HC                              | Skellefteå AIK                           |
| 2014/15 | Växjö Lakers                             | Skellefteå AIK                           |
| 2013/14 | Skellefteå AIK                           | Färjestad BK                             |
| 2012/13 | Skellefteå AIK                           | Luleå HF                                 |
| 2011/12 | Brynäs IF                                | Skellefteå AIK                           |
| 2010/11 | Färjestad BK                             | Skellefteå AIK                           |
| 2009/10 | HV71                                     | Djurgårdens IF                           |
| 2008/09 | Färjestad BK                             | HV71                                     |
| 2007/08 | HV71                                     | Linköpings HC                            |
| 2006/07 | MODO Hockey                              | Linköpings HC                            |
| 2005/06 | Färjestad BK                             | Frölunda HC                              |
| 2004/05 | Frölunda HC                              | Färjestad BK                             |
| 2003/04 | HV71                                     | Färjestad BK                             |
| 2002/03 | Frölunda HC                              | Färjestad BK                             |
| 2001/02 | Färjestad BK                             | MoDo Hockey                              |
| 2000/01 | Djurgårdens IF                           | Färjestad BK                             |
| 1999/00 | Djurgårdens IF                           | MoDo Hockey                              |
| 1998/99 | Brynäs IF                                | MoDo Hockey                              |
| 1997/98 | Färjestad BK                             | Djurgårdens IF                           |
| 1996/97 | Färjestad BK                             | Luleå HF                                 |
| 1995/96 | Luleå HF                                 | Västra Frölunda HC                       |
| 1994/95 | HV71                                     | Brynäs IF                                |
| 1993/94 | Malmö IF                                 | MoDo Hockey Klubb                        |
| 1992/93 | Brynäs IF                                | Luleå HF                                 |
| 1991/92 | Malmö IF                                 | Djurgårdens IF                           |
| 1990/91 | Djurgårdens IF                           | Färjestad BK                             |
| 1989/90 | Djurgårdens IF                           | Färjestad BK                             |
| 1988/89 | Djurgårdens IF                           | Leksands IF                              |
| 1987/88 | Färjestad BK                             | IF Björklöven                            |
| 1986/87 | IF Björklöven                            | Färjestad BK                             |
| 1985/86 | Färjestad BK                             | Södertälje SK                            |
| 1984/85 | Södertälje SK                            | Djurgårdens IF                           |
| 1983/84 | AIK Stockholm                            | Djurgårdens IF                           |
| 1982/83 | Djurgårdens IF                           | Färjestad BK                             |
| 1981/82 | AIK Stockholm                            | IF Björklöven                            |
| 1980/81 | Färjestad BK                             | AIK Stockholm                            |
| 1979/80 | Brynäs IF                                | Västra Frölunda IF                       |
| 1978/79 | MoDo Hockeyklubb                         | Djurgårdens IF                           |
| 1977/78 | Skellefteå AIK                           | AIK Stockholm                            |
| 1976/77 | Brynäs IF                                | Färjestad BK                             |
| 1975/76 | Brynäs IF                                | Färjestad BK                             |

### Rekordmeister
Diese Clubs konnten bislang die meisten Meisterschaften feiern:
1. Djurgårdens IF 16 Meisterschaften,
2. Brynäs IF 13
3. IK Göta 9
4. Hammarby IF 8, 16
5. Färjestad BK 7, 17
6. Södertälje SK 7, 15
7. AIK Stockholm 7, 12

## Frauen
Die schwedischen Fraueneishockey-Meister sind in chronologischer Reihenfolge angegeben. Seit 2008 wird der Meister in den Play-offs der Riksserien (seit 2016 Svenska damhockeyligan) ausgespielt, zuvor als Finalturnier drei regionaler Spielklassen.
| Saison    | Meister             | Vizemeister            | 3. Platz            | Finalserie                                                         |
| --------- | ------------------- | ---------------------- | ------------------- | ------------------------------------------------------------------ |
| 1987/88   | Nacka HK            | FoC Farsta             | MoDo HK             | Nacka HK - FoC Farsta 11:0 (3:0, 4:0, 4:0)                         |
| 1988/89   | Nacka HK            | MoDo HK                | Alvesta SK          | Nacka HK - MoDo HK 3:2 (0:0, 1:0, 2:2)                             |
| 1989/90   | Nacka HK            | Alvesta SK             | FoC Farsta          | Nacka HK - Alvesta SK 7:0 (3:0, 2:0, 2:0)                          |
| 1990/91   | Nacka HK            | Alvesta SK             | FoC Farsta          | Nacka HK - Alvesta SK 9:0 (3:0, 2:0, 4:0)                          |
| 1991/92   | Nacka HK            | FoC Farsta             | Brynäs IF           | Nacka HK - FoC Farsta 3:1 (1:1, 1:0, 1:0)                          |
| 1992/93   | Nacka HK            | FoC Farsta             | Vallentuna BK       | Nacka HK - FoC Farsta 4:3 (2:0, 2:2, 0:1)                          |
| 1993/94   | Nacka HK            | FoC Farsta             | Brynäs IF           | Nacka HK - FoC Farsta 3:0 (0:0, 0:0, 3:0)                          |
| 1994/95   | FoC Farsta          | Nacka HK               | Västerhaninge IF    | FoC Farsta - Nacka HK 5:1 (1:0, 0:1, 4:0)                          |
| 1995/96   | Nacka HK            | FoC Farsta             | Västerhaninge IF    | Nacka HK - FoC Farsta 6:5 (0:2, 3:1, 3:2)                          |
| 1996/97   | FoC Farsta          | Västerhaninge IF       | Nacka HK            | FoC Farsta - Västerhaninge IF 4:3 n. V. (1:1, 1:1, 1:1, 1:0)       |
| 1997/98   | Nacka HK            | FoC Farsta             | Veddige HK          | Nacka HC-FoC Farsta 3:0 (1:0, 1:0, 1:0)                            |
| 1998/99   | Mälarhöjden/Bredäng | AIK Solna              | MoDo Hockey         | Mälarhöjden/Bredäng - AIK Solna 8:1 (1:0, 2:0, 5:1)                |
| 1999/2000 | Mälarhöjden/Bredäng | AIK Solna              | Veddige HK          | Mälarhöjden/Bredäng - AIK Solna 4:3 n. P.(1:0, 1:3, 1:0, 0:0, 1:0) |
| 2000/01   | Mälarhöjden/Bredäng | AIK Solna              | MoDo Hockey         | Mälarhöjden/Bredäng - AIK Solna 6:3 (3:1, 2:2, 1:0)                |
| 2001/02   | Mälarhöjden/Bredäng | MODO Hockey            | AIK Solna           | Mälarhöjden/Bredäng -MODO Hockey 9:1 (2:0, 4:0, 3:1)               |
| 2002/03   | Mälarhöjden/Bredäng | AIK Solna              | MODO Hockey         | Mälarhöjden/Bredäng - AIK Solna 7:3 (3:0, 2:1, 2:2)                |
| 2003/04   | AIK Solna           | Limhamn Limeburners HC | Mälarhöjden/Bredäng | Limhamn Limeburners HC - AIK Solna 2:5 (0:2, 1:2, 1:1)             |
| 2004/05   | Mälarhöjden/Bredäng | AIK Solna              | MODO Hockey         | Mälarhöjden/Bredäng - AIK Solna 4:3 (3:1, 1:1, 0:1)                |
| 2005/06   | Mälarhöjden/Bredäng | MODO Hockey            | Örebro HK           | Mälarhöjden/Bredäng - MODO Hockey 2:1 (1:1, 1:0, 0:0)              |
| 2006/07   | AIK Solna           | Segeltorps IF          | MODO Hockey         | Segeltorps IF- AIK Solna 1:2 n. V. (0:0, 0:0, 1:1, 0:1)            |
| 2007/08   | Segeltorps IF       | AIK Solna              | MODO Hockey         | AIK Solna - Segeltorps IF 2:5 (1:2, 1:2, 0:1)                      |
| 2008/09   | AIK Solna           | Segeltorps IF          | MODO Hockey         | Segeltorps IF- AIK Solna 0:5 (0:2, 0:1, 0:2)                       |
| 2009/10   | Segeltorps IF       | Brynäs IF              | MODO Hockey         | Segeltorps IF-Brynäs IF 6:0 (2:0, 2:0, 2:0)                        |
| 2010/11   | Segeltorps IF       | Brynäs IF              | Linköpings HC       | Segeltorps IF-Brynäs IF 2:1 n. V. (0:0, 0:1, 1:0, 1:0)             |
| 2011/2012 | MODO Hockey         | Brynäs IF              |                     | Brynäs IF – MODO Hockey 0:1 (0:1, 0:0, 0:0)                        |
| 2012/13   | AIK Solna           | Brynäs IF              |                     | AIK Solna – Brynäs IF 2:1 (1:0, 1:1, 0:0)                          |
| 2013/14   | Linköping HC        | MODO Hockey            |                     |                                                                    |
| 2014/15   | Linköping HC        | AIK Solna              |                     |                                                                    |
| 2015/16   | Luleå HF/MSSK       | Linköping HC           |                     |                                                                    |
| 2016/17   | Djurgårdens IF      | HV71                   |                     |                                                                    |
| 2017/18   | Luleå HF/MSSK       | Linköping HC           |                     |                                                                    |
| 2018/19   | Luleå HF/MSSK       | Linköping HC           |                     |                                                                    |
| 2019/20   | kein Meister        |                        |                     | Abbruch der Playoffs wegen der COVID-19-Pandemie                   |
| 2020/21   | Luleå HF/MSSK       | Brynäs IF              |                     |                                                                    |
| 2021/22   | Luleå HF/MSSK       | Brynäs IF              |                     |                                                                    |

### Rekordmeister
Diese Clubs konnten bislang Meisterschaften feiern:
- Nacka HK – 9 Meisterschaften (1988, 1989, 1990, 1991, 1992, 1993, 1994, 1996, 1998)
- Mälarhöjden/Bredäng – 7 (1999, 2000, 2001, 2002, 2003, 2005, 2006)
- Luleå HF – 5 (2016, 2018, 2019, 2021, 2021)
- AIK Solna – 4 (2004, 2007, 2009, 2013)
- Segeltorps IF – 3 (2008, 2010, 2011)
- FoC Farsta – 2 (1995, 1997)
- Linköping HC – 2 (2014, 2015)
- MODO Hockey – 1 (2012)
- Djurgårdens IF – 1 (2017)